# 阿柔大寺
阿柔大寺亦称阿力克大寺，藏语法名“尕日登群派林”，意为“阿柔具喜宏法洲”，位于中国青海省祁连县阿柔乡，是祁边县境内最大的格鲁派寺院。为第八批青海省文物保护单位，公布日期为2008年4月10日，类型为古建筑。